# 保加利亚乳杆菌
保加利亚乳杆菌（學名：Lactobacillus delbrueckii subsp. bulgaricus）是德氏乳杆菌的一个亚种，目前被广泛的应用在酸奶制作的过程当中。
该亚种最初由保加利亚微生物学家赛德蒙·格里戈罗夫在1905年时确定并以其祖国的名字命名，1984年时韦斯等人又将其确认为德式乳杆菌的亚种。

## 形态
保加利亚乳杆菌外观为长杆形的革兰氏阳性菌，摄入乳糖，产生乳酸。最适宜的生长温度为40℃左右、pH值在4.6-5.4的嗜酸菌。不能自主运动，不产生孢子。